# Barry Blue

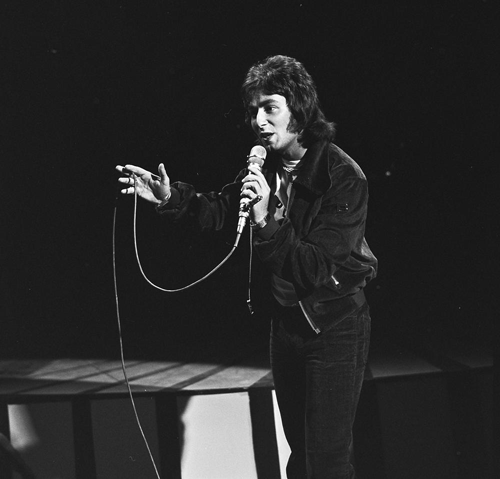
Barry Blue, Juni 1973

Barry Blue (* 4. Dezember 1950 in London; richtiger Name Barry Ian Green) ist ein britischer Sänger, Songschreiber und Produzent, der mit einigen Plattenerfolgen für kurze Zeit auf der Glam-Rock-Welle in der ersten Hälfte der 1970er Jahre mitreiten konnte.

## Karriere
Bekannt wurde Barry Blue vor allem durch seinen Hitparaden-Erfolg Dancin' (on a Saturday Night), den er zusammen mit Lynsey De Paul schrieb. Im Vereinigten Königreich kam das Lied im Sommer 1973 bis auf Platz 2 der Single-Charts.
Der Sänger zählte, wie seine Musikerkonkurrenz Gary Glitter oder Alvin Stardust, zum sogenannten Glitter-Rock und trat in zahlreichen Sendungen im britischen Fernsehen seinem Künstlernamen entsprechend gestylt im blauen Glitzeranzug und monströsen Plateauschuhen auf. Seine einfachen, aber kunstfertig arrangierten Pop-Lieder schrieb er meistens selbst, oft zusammen mit Lynsey De Paul, oder mit Gerry Shury und Ron Roker. Er ist auch Koautor für De Pauls ersten großen Hit Sugar Me aus dem Jahr 1972. Zu dieser Zeit nahm er unter seinem bürgerlichen Namen Barry Green bereits eigene Schallplatten auf, die jedoch keine besondere Beachtung fanden.
Im Studio wurde Barry Blue bei seinen ersten Hits und auf seinem Debütalbum, das Anfang 1974 auf Bell Records erschien und schlicht seinen Namen trägt, von John Richardson (Schlagzeug) begleitet, der kurze Zeit später zur ins Leben gerufenen Formation The Rubettes gehörte. Andere Musiker waren Chris Rea (Gitarre), Frank McDonald (Bass), Gerry Shury (Keyboard) und Andreas Toumazis (Bouzouki), der auch auf einigen LPs von Cat Stevens spielte.
Dancin' ... blieb trotz zahlreicher Single-Veröffentlichungen Barry Blues größter Hit. Lediglich die Nachfolgesingle Do You Wanna Dance?, die sowohl vom Titel her als auch rhythmisch sehr an Gary Glitters Do You Wanna Touch Me? (Oh Yeah!) knapp ein Jahr zuvor erinnert, konnte sich noch in den Top Ten der britischen Hitparade platzieren. Auch bei School Love und dem Versuch, mit einer Slow-Rock-Nummer zu punkten, hatte er sich offenbar an Glitters Nummer-eins-Hit I Love You Love Me Love orientiert.
Mit der Single Miss Hit and Run, die musikalisch an die frühen 60er Jahre mitsamt Background-Gesang im Stil der Four Seasons erinnert, und Hot Shot, auf dem ein russisch anmutender Männerchor den Ton angibt, hatte er 1974 seine letzten Top-40-Notierungen in Großbritannien. Beide Lieder wurden mit Lynsey de Paul komponiert.
Als Autor und Produzent blieb Barry Blue auch nachdem er sich als Interpret aus den Hitlisten verabschiedet hatte, aktiv. Die britische Popgruppe Brotherhood of Man konnte mit dem von Blue geschriebenen Discopop-Titel Kiss Me, Kiss Your Baby Ende 1975 ihr internationales Comeback einläuten (Platz 26 in Deutschland). Das von ihm geschriebene und produzierte I Eat Cannibals von Toto Coelo kam 1982 in die britischen Top Ten. Andere Interpreten, mit denen er zusammengearbeitet hat, waren u. a. Bananarama, Heatwave, Cheryl Lynn, Céline Dion, Diana Ross, Dana, Dina Carroll und Cry Sisco!.

## Diskografie

### Alben
- Barry Blue – Bell 1974
- Hot Shots – Bell 1974
- The Best of & the Rest of Barry Blue – Action Replay 1989
- Dancin’ (on a Saturday Night) .... Best Of – Castle 1993
- Greatest Hits – Repertoire 1999
- The Singles Collection – 7T’s 2002
- Songs from the Heart Book 2020

### Singles
- Papa Do / Boomerang – Decca 1972 (als Barry Green)
- Dancin’ (on a Saturday Night) / New Day – Bell 1973
- Do You Wanna Dance? / Don’t Put Your Money on My Horse – Bell 1973
- School Love / Hi-Cool Woman – Bell 1974
- Miss Hit and Run / Heads I Win, Tails You Lose – Bell 1974
- Hot Shot / Hobo Man – Bell 1974
- You Make Me Happy (When I’m Blue) / Kiss Me, Kiss Your Baby – Bell 1975 (UK, Deutschland u. a))
- If I Show You I Can Dance / Rosetta Stone – Bell 1975
- Tough Kids / The Man with No Name – Private Stock 1976
- Billy / Sitting on a Corner (of a Love Affair) – Private Stock 1977
- A Lover Lovin’ You / Long Hard Road – Private Stock 1977
- Devil’s Gun – 1977